# 溪阿縱走
溪阿縱走，是位於台灣中部山區的一條知名健行路線。起點為南投縣鹿谷鄉的溪頭，終點為嘉義縣阿里山鄉的阿里山國家森林遊樂區。1999年921大地震後，因沿線多處路基崩塌損毀而中斷。2008年12月，中華民國國軍特戰指揮部通信區隊17人曾由阿里山出發，經奮起湖後，再接上昔日路線成功到達溪頭。目前已另闢新路徑，舊路徑已廢棄無人行走。

## 路線
鹿谷鄉與竹山大鞍地區地理位置上鄰近信義鄉與阿里山鄉兩個山地鄉，但只有信義鄉能夠藉由投56線從鹿谷直接抵達，而阿里山鄉卻沒有公路可以接通。因此有當地鹿谷居民與登山客自行規劃及開闢路徑，昔日從溪頭神木旁，沿林道經流籠頭、安定灣、杉林溪工寮、第9林班登山口，接著經眠月神木、好漢坡、眠月石猴、眠月車站、塔山車站，最後抵達阿里山國家森林遊樂區，全程約32公里，若接駁順利可於一天完成。現舊路徑已廢棄。
而目前的路線是從溪頭米堤大飯店旁的野蕉林進入，接上北嶺線步道抵達溪頭瞭望台後，再續行南嶺線步道進入杉林溪，接著再從杉林溪內的仁亭登山口攀登至阿里山。該路線攀登的登山客多，路徑明顯，登山前應先評估自身體能。

## 途中景點
從米堤野蕉園開始攀登，路途中經過之景點如溪頭瞭望台、鹿屈山、水漾森林、松山、眠月神木、眠月石猴、廢棄之眠月線車站，最後經塔山車站抵達阿里山國家森林遊樂區。
此路線路跡雖明顯，但部分路段陡峭險峻，有一定危險性存在，故應結伴而行並聘請嚮導。另外眠月線屬台灣一葉蘭自然保留區範圍，故需申請進入。